# Sieborowice
Sieborowice – wieś w Polsce, położona w województwie małopolskim, w powiecie krakowskim, w gminie Michałowice, na północ od Krakowa.
W latach 1975–1998 wieś administracyjnie należała do województwa krakowskiego.
Wieś ulokowano pod koniec XIX wieku (za datę założenia wsi przyjmuje się rok 1883, w którym wybudowano pałac Zakrzeńskich na tym obszarze). Graniczy od północy z Zagórzycami, od wschodu z Łuczycami i linią kolejową Warszawa – Kraków, od południa z Pielgrzymowicami oraz od zachodu z Więcławicami Dworskimi.

## Integralne części wsi
| SIMC    | Nazwa      | Rodzaj    |
| ------- | ---------- | --------- |
| 0326233 | Grabowiec  | część wsi |
| 0326240 | Jaworek    | część wsi |
| 0326256 | Pod Babą   | część wsi |
| 0326262 | Przymiarki | część wsi |
| 0326279 | Słotwiny   | część wsi |
| 0326285 | Sosnowiec  | część wsi |

## Struktura ludności
Pod koniec 2005 roku liczba mieszkańców tej wsi przekroczyła 260 osób. Przeważa zatrudnienie w sektorze rolniczym, głównie w sadownictwie. Część mieszkańców pracuje w sektorze usług w Krakowie oraz pobliskich miejscowościach.

## Zagospodarowanie
Na terenie wsi, poza zabudowaniami mieszkalnymi, znajdują się: pola uprawne (przeważają uprawy kapusty, ziemniaków oraz marchwi), sady jabłoniowe, dom dziecka ulokowany w dworze neoklasycznym, oraz trasa mountainboardowa.

## Zabytki
Obiekt wpisany do rejestru zabytków nieruchomych województwa małopolskiego.
- Zespół dworski: dwór, mur ogrodzeniowy z bramą, park.